# 斷紋羅燈魚
断纹罗燈鱼（学名：Loweina interrupta）为輻鰭魚綱燈籠魚目灯笼鱼科的其中一種。分布于全球三大洋海域，為深海魚類，棲息深度60-800公尺，體長可達3.9公分。